# Vulcano (vulcão da Sicília)
Vulcano é um vulcão da ilha homônima na Sicília.
Nesta ilha estão presentes três vulcões:
- Um meridional, completamente inativo, que forma um vasto planalto constituído de lava: o monte Aria (500 m).
- Outro ao norte, o Vulcanello (123m)
- O último, a ocidente, ativo, aparentemente formou-se após a extinção do primeiro, com lava, muito ácido, que gerou o monte chamado Fossa de Vulcano.

Atualmente, o vulcão tem 386 metros. A cratera ativa é situada a noroeste. A atividade vulcânica é pouco frequente, só com emissão de fumo. Ao norte, numerosas fumarolas continuam a emitir ácido bórico, cloreto de amônia e enxofre que alimentam um complexo industrial para a produção de enxofre.

## Imagens

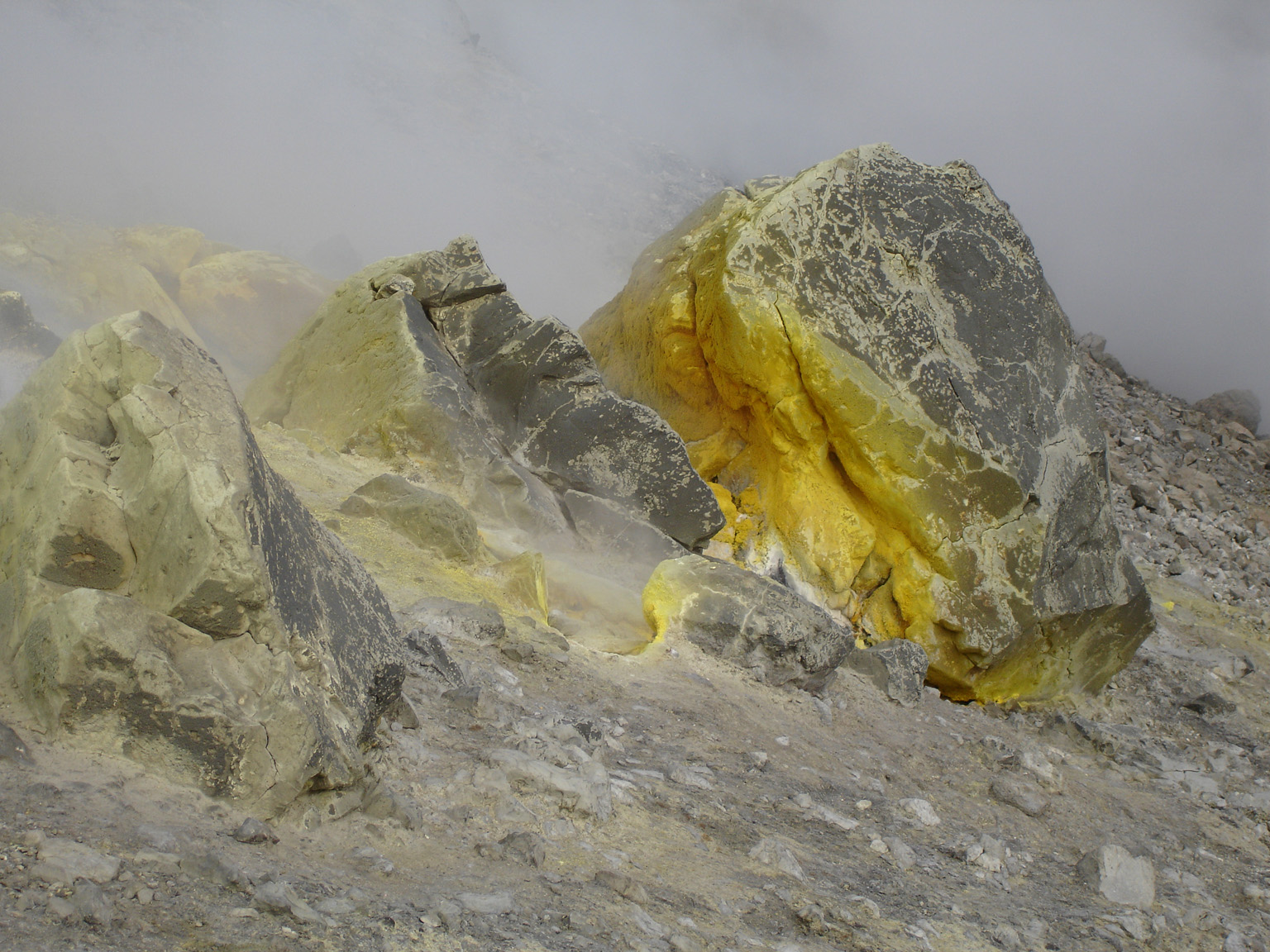
Marcas de enxofre
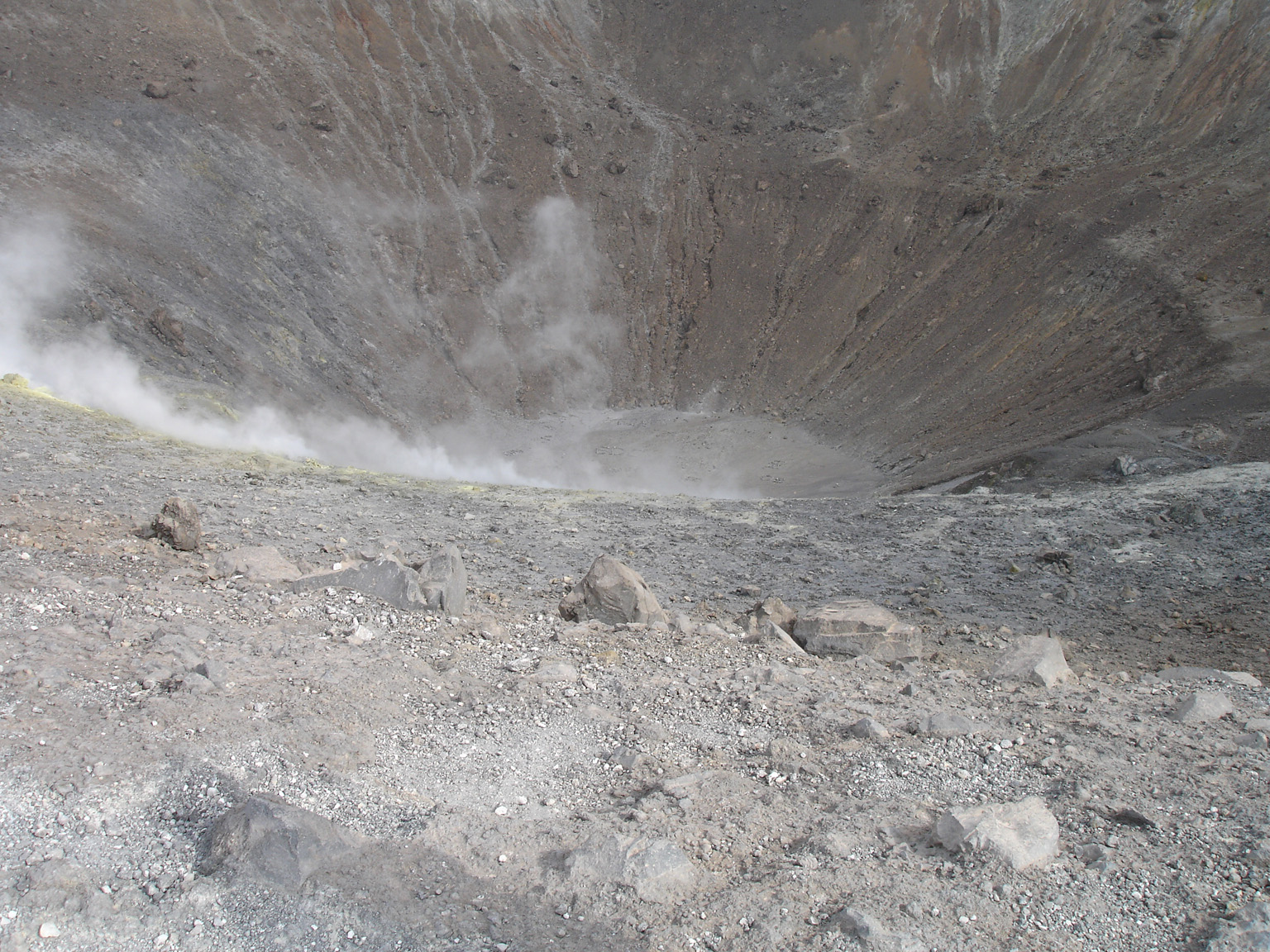
A grande cratera vista da borda
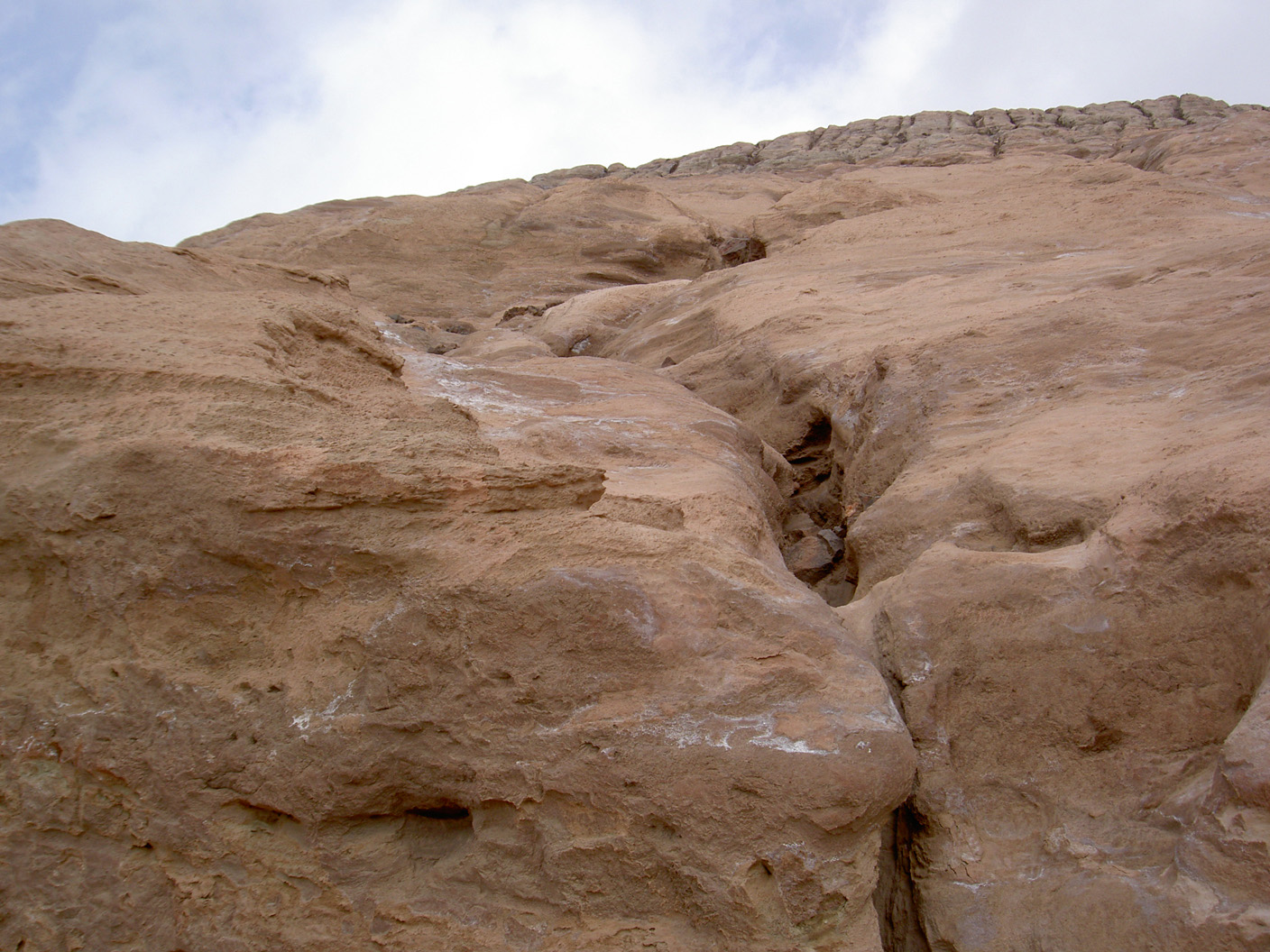
Fendas nas proximidades da cratera
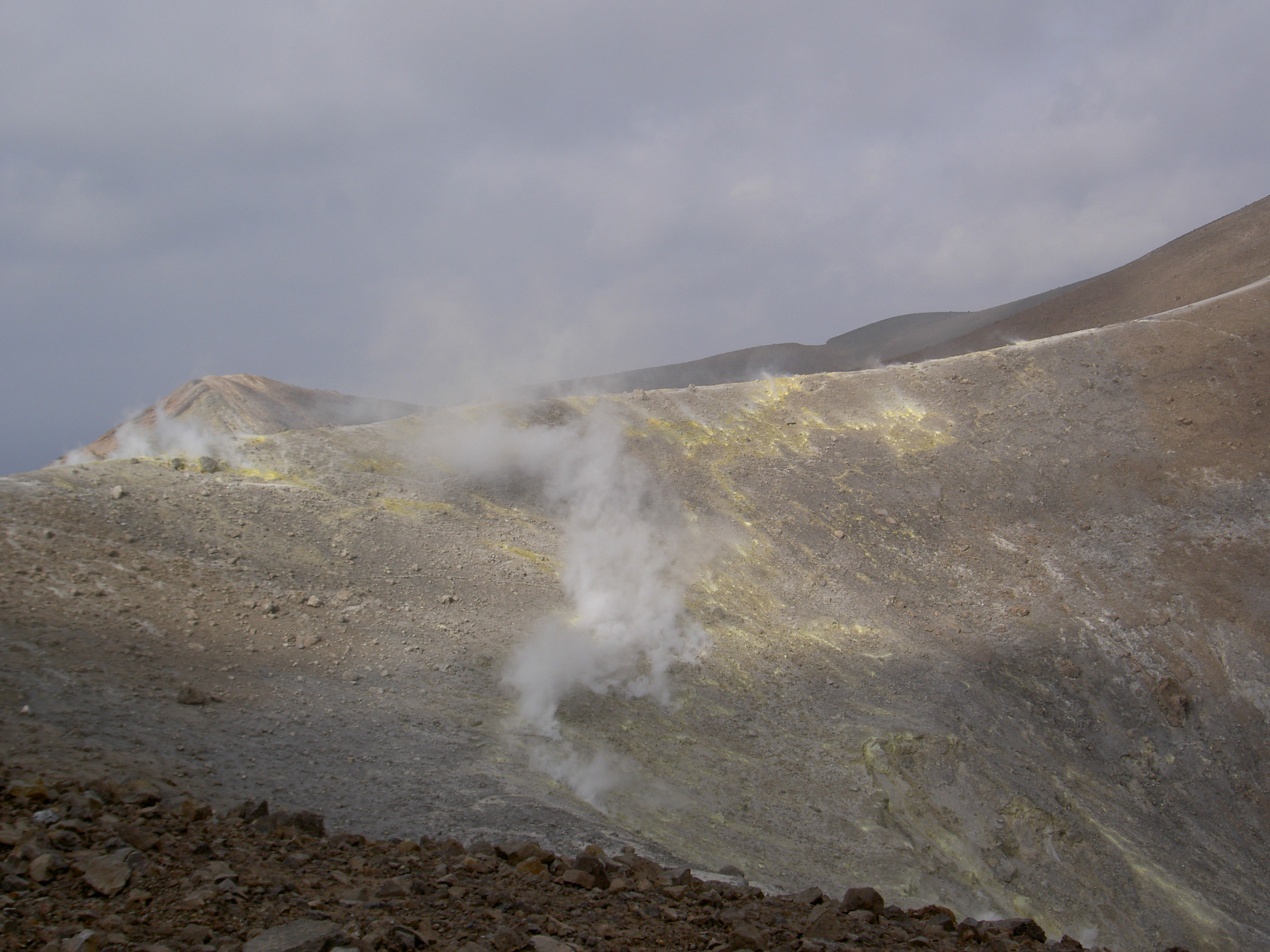
Fumarolas
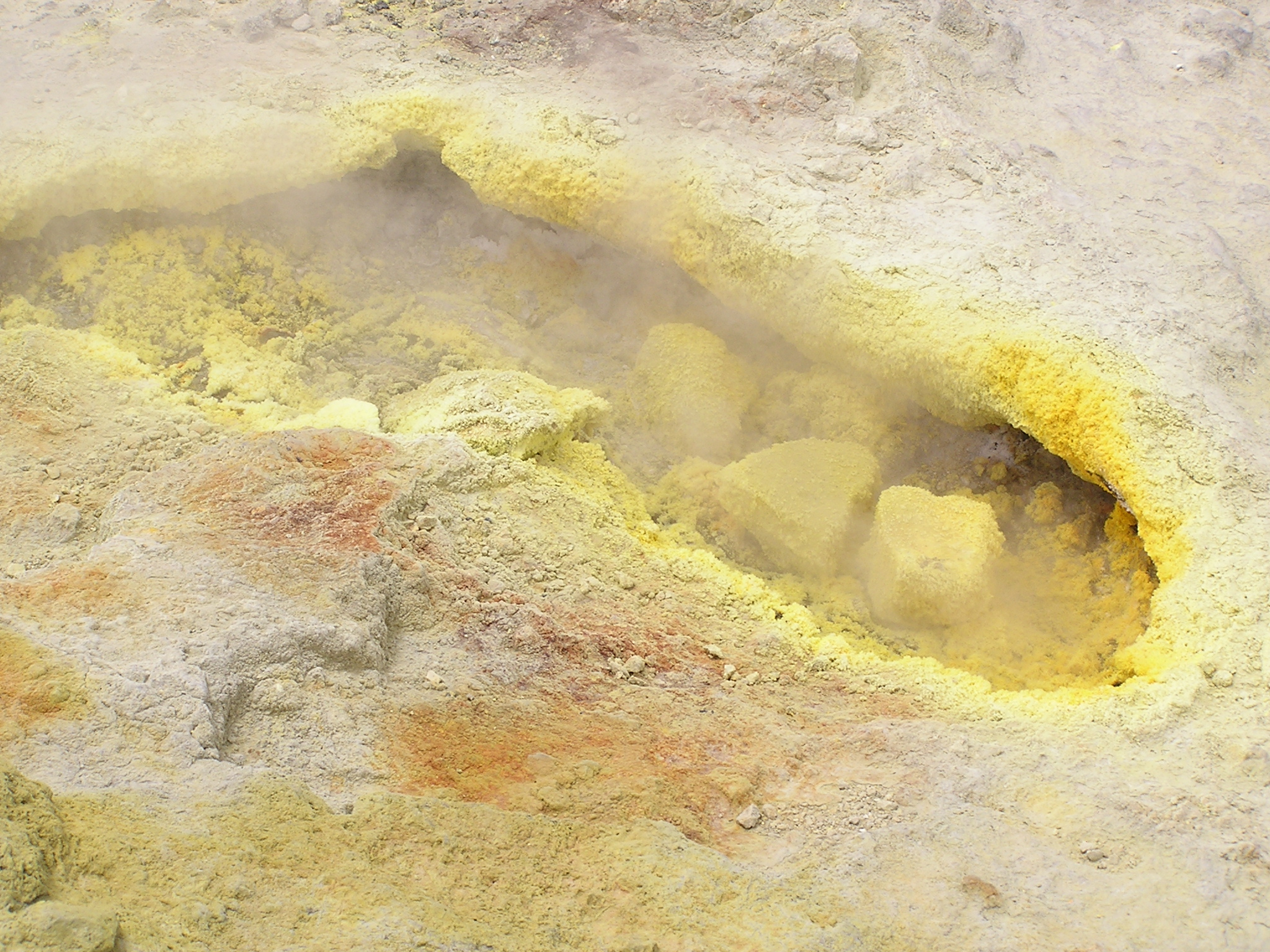
Fumarolas na grande cratera
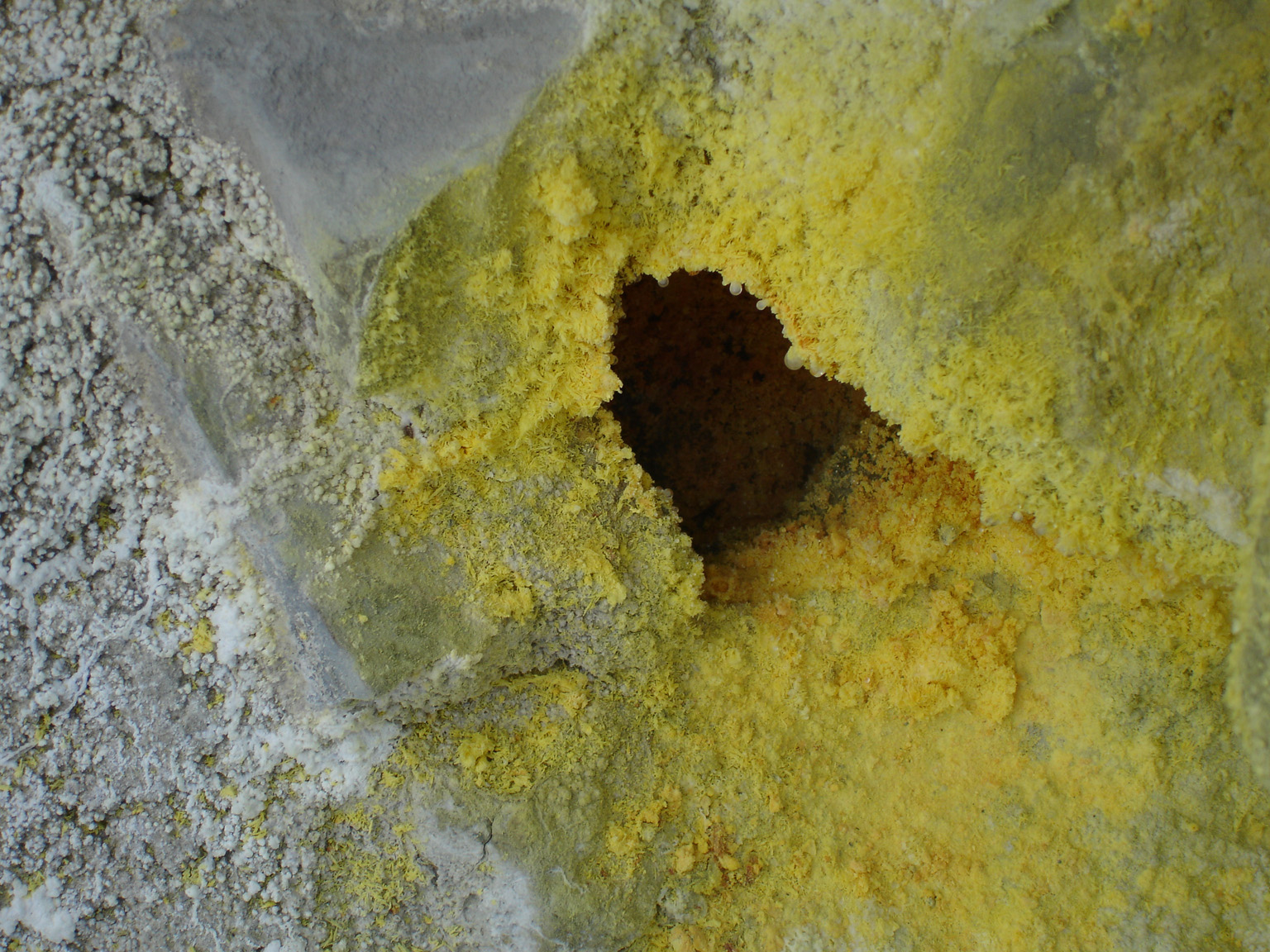
Abertura de uma fumarola (2 cm)